# Сарсанія Зураб Бичикойович
Зураб Сарсанія (груз. ზურაბ სარსანია; 25 вересня 1973, Поті — † 20 грудня 1994) — грузинський боксер, призер чемпіонату Європи.

## Спортивна кар'єра
Зураб Сарсанія входив до складу юнацької та молодіжної збірної СРСР. 1990 року Зураб Сарсанія на молодіжному чемпіонаті СРСР був третім, а 1991 року став чемпіоном.
Після розпаду СРСР ввійшов до складу збірної Грузії.
На відкритому чемпіонаті Росії 1993 завоював срібну медаль, програвши в фіналі росіянину Євгену Білоусову.
На чемпіонаті світу 1993 програв в першому бою Олегу Маскаєву (Узбекистан).
На чемпіонаті Європи 1993 здобув три перемоги, в тому числі в півфіналі над Мікою Кільстрем (Фінляндія) — 4-1, а в фіналі програв Свілену Русінову (Болгарія) — 1-2 і отримав срібну медаль.
1994 року Сарсанія трагічно загинув.